# Jack Cassidy
Jack Cassidy (5 de marzo de 1927 - 12 de diciembre de 1976) fue un actor teatral, cinematográfico y televisivo estadounidense.
Con frecuencia interpretó a personajes educados, egocéntricos, teatrales, de forma muy semejante a los interpretados por el actor de Broadway Frank Fay. Cassidy perfeccionó este personaje hasta el punto de ser elegido para interpretar al legendario John Barrymore en el largometraje W.C. Fields and Me. Así mismo, el papel del vanidoso, superficial y bufonesco Ted Baxter en la serie televisiva The Mary Tyler Moore Show (1970–1977) fue escrito pensando en Cassidy. Sin embargo, Cassidy rechazó el papel, sintiendo que no era adecuado para él, por lo que finalmente sería interpretado por Ted Knight. A pesar de ello, más adelante Cassidy intervino como estrella invitada en un episodio de la serie  interpretando al hermano de Ted, Hal.

## Biografía

### Primeros años
Su nombre completo era John Joseph Edward Cassidy, y nació en Richmond Hill, un barrio de Nueva York. Sus padres eran William Cassidy, de origen irlandés, y Charlotte Koehler, de ascendencia alemana. 
Consiguió grandes éxitos como intérprete de musicales en Broadway trabajando en las obras Alive and Kicking, Wish You Were Here, Shangri-La, Maggie Flynn, Fade Out - Fade In, It's a Bird...It's a Plane...It's Superman, y She Loves Me, por la cual ganó un Premio Tony. Además de ello, recibió nominaciones al Premio Emmy por sus actuaciones televisivas en He & She (1967) y The Andersonville Trial (1970).   
En televisión trabajó con frecuencia como estrella invitada, participando en programas como Bewitched, Superagente 86, That Girl, Colombo, Hawaii Five-O, Match Game y McCloud. También intervino en concursos, y protagonizó junto a Ronnie Schell una versión televisiva de Hellzapoppin'. Cassidy también actuó en el film The Eiger Sanction, con Clint Eastwood.

### Vida personal
Cassidy se casó en dos ocasiones. Su primera esposa fue la actriz Evelyn Ward, madre del actor y cantante David Cassidy. Tras divorciarse en 1956, se casó con la actriz Shirley Jones, con la que tuvo tres hijos Shaun, Patrick, y Ryan. La pareja se divorció en 1974. 
En su autobiografía de 1994, C'Mon, Get Happy, David Cassidy escribió sobre su cada vez mayor preocupación acerca de la salud de su padre en sus últimos años de vida. Jack Cassidy sufría alcoholismo y tenía una conducta cada vez más errática. En diciembre de 1974 fue hospitalizado 48 horas en un centro psiquiátrico, y en esa época ya le habían diagnosticado un trastorno bipolar.
En 1976 Cassidy vivía solo en un apartamento en West Hollywood, California. La mañana del 12 de diciembre encendió un cigarrillo y se quedó dormido. El cigarrillo prendió un sofá, y el fuego se extendió por el apartamento, falleciendo el actor a consecuencia del incendio.  Sus restos fueron incinerados, y las cenizas esparcidas en el mar.

## Teatro
| - Around the World (1946) - Music in My Heart (1947) - Small Wonder (1948) - Inside U.S.A. (1948) - Alive and Kicking (1950) - Wish You Were Here (1952) - Sandhog (1954) - Shangri-La (1956) - Oklahoma! (1956) (Gira europea con Shirley Jones) - The Beggar's Opera (1957) (con Shirley Jones) | - Wish You Were Here (1959) (con Shirley Jones) - She Loves Me (1963) - Fade Out - Fade In (1964) - It's a Bird...It's a Plane...It's Superman (1966) - Sola en la oscuridad (1967) (con Shirley Jones) - Maggie Flynn (1968)(Broadway, con Shirley Jones) - The Mundy Scheme (1969) - The Marriage Band (1972) (con Shirley Jones) - Sondheim: A Musical Tribute (1973) - Murder Among Friends (1975) |

## Filmografía
| - Lux Video Theatre (1957) (serie televisiva) - The United States Steel Hour (1957) (serie televisiva) - Richard Diamond, Private Detective (serie televisiva) - Danny Fortune - Gunsmoke (1958) (serie televisiva) - Marcus France - The Chevy Mystery Show (1960) (serie televisiva) - David Townsend - Intriga en Hawái (1961) (serie televisiva) - Maurice Clifford - Maverick (1961) (serie televisiva) - Roger Cushman - Alfred Hitchcock Presents (1961) (serie televisiva) - Mark Lansing - General Electric Theater (1961) (serie televisiva) - Alan Richards - Lock-Up (1961) (serie televisiva) - Vincent Gibson - Wagon Train (1961) (serie televisiva) - Dan Palmer - Look in Any Window (1961) - Gareth Lowell - Surfside 6 (1962) (serie televisiva) - Val Morton - Everglades (1962) (serie televisiva) - Ron Fairburn - 77 Sunset Strip (1962) (serie televisiva) - Dick Arnador - Bronco (1961–1962) (serie televisiva) - Edward Miller - The Dick Powell Show (1962) (serie televisiva) - Roth - Mister Magoo's Christmas Carol (1962) (TV) (voz) - Bob Cratchit - The Chapman Report (1962) - Ted Dyson - Hennesey (1962) (serie televisiva) - Chaplain - The Wide Country (1963) (serie televisiva) - Jerry Manning - FBI Code 98 (1963) - Walter Macklin - Mr. Broadway (1964) (serie televisiva) - Allan - Famous Adventures of Mr. Magoo (1964) (serie televisiva) - The Lucy Show (1965) (TV) - The Alfred Hitchcock Hour (1965) (serie televisiva) - Arthur Mannix - The Garry Moore Show (1966) (serie televisiva) - Harrison Floy - He & She (1967) (serie televisiva) - Oscar North - Coronet Blue (1967) (serie televisiva) - Demier - La chica de CIPOL (1967) (serie televisiva) - Rock Mussin - I Spy (1967) (serie televisiva) - Nick Fleming - Superagente 86 (1968) (serie televisiva) - Mr. Bob - Bewitched (1968–1970) (serie televisiva) - Dinsdale - That Girl (1969) (serie televisiva) - Marty Hines - Annie, the Women in the Life of a Man (1970) (TV) - The Governor & J.J. (1970) (serie televisiva) - Mark Ellison - Matt Lincoln (1970) (serie televisiva) | - George M! (1970) (TV) - Jeremiah "Jerry" Cohan - The Andersonville Trial (1970) (TV) - Otis Baker - Cockeyed Cowboys of Calico County (1970) - Roger Hand - Love, American Style (1970–1972) (serie de televisión) - Sarge (1971) (TV series) - John Michael O'Flaherty - Bonanza (1971) (serie televisiva) - Kevin O'Casey - El show de Mary Tyler Moore (1971) (serie televisiva) - Hal Baxter - Bunny O'Hare (1971) - Teniente Greeley - Alias Smith and Jones (1971) (serie televisiva) - Harry Wagener - Columbo: Murder by the Book (1971) (TV) - Ken Franklin - The Powder Room (1971) (TV) - Storefront Lawyers (1971) (serie televisiva) - Galería Nocturna (1971) (serie televisiva) - Marius Davis - The Mod Squad (1971) (serie televisiva) - Perry Lerriko - Misión: Imposible (1972) (serie televisiva) - Orin Kerr - Your Money or Your Wife (1972) (TV) - Josh Darwin, productor de TV - Banyon (1972) (serie televisiva) - Orson Welles' Great Mysteries (1973) (serie televisiva) - Pennington - Barnaby Jones (1973) (serie televisiva) - Craig Woodridge - A Time for Love (1973) (TV) - Tom Pierson - Sin, American Style (1974) (TV) - Danny Holliday - The Phantom of Hollywood (1974) (TV) - Otto Vonner/Karl Vonner - June Moon (1974) (TV) - Paul Sears - Columbo: Publish or Perish (1974) (TV) - Riley Greenleaf - Cannon (1974) (serie televisiva) - General James O'Hara - Hawaii Five-O (1975) (serie televisiva) - Orrin Morwood - Matt Helm (1975) (serie televisiva) - Buckman - Knuckle (1975) (TV) - The Eiger Sanction (1975) - Miles Mellough - Death Among Friends (1975) (TV) - Chico Donovan - W.C. Fields and Me (1976) - John Barrymore - Columbo: Now You See Him... (1976) (TV) - El gran Santini - McCloud (1977) (serie televisiva) - Lord Charles Bridges - Benny and Barney: Las Vegas Undercover (1977) (TV) - Jules Rosen - The Private Files of J. Edgar Hoover (1977) - Damon Runyon - The Feather and Father Gang (1977) (serie televisiva) |